# Sleep in the Water
Sleep In The Water – album muzyczny nagrany przez Snakadaktal. Wydany w dniu 2 sierpnia 2013 roku przez wytwórnie Liberation Music, I Oh You. Wyprodukowany i zmiksowany przez  Dann Hume w The Stables Studios, w Melbourne.

## Utwory
1. Fall Underneath – 4:15
2. Hung On Tight – 4:14
3. Deep – 4:39
4. Isolate – 3:21
5. Ghost – 4:06
6. Feel The Ocean Hold Me Under – 3:09
7. Too Soon – 4:31
8. Beat 0033 – 0:51
9. The Sun I – 1:31
10. The Sun II – 3:38
11. Sleep – 5:47
12. Union – 4:17
13. The Sun III – 3:13

Źródło: 